# 塞利耶
塞利耶（法語：Celliers，法語發音：[sɛlje]）是法国萨瓦省的一个旧市镇。1972年，塞利耶与临近的5个市镇合并为市镇拉莱谢尔。

## 地理
塞利耶（45°28'44.21"N, 6°25'13.61"E）面积31.98 平方千米，位于法国奥弗涅-罗讷-阿尔卑斯大区萨瓦省，该省份为法国东部省份，历史上为薩伏依的一部分，北起上萨瓦省，西接伊泽尔省和安省，南部和东部与上阿尔卑斯省和意大利接壤。
塞利耶的时区为UTC+01:00、UTC+02:00（夏令时）。

## 行政
塞利耶的邮政编码为73260，INSEE市镇编码为73060。

## 人口
塞利耶于2018年1月1日时的人口数量为41人。